# Mizuho (Shinkansen)
Pour les articles homonymes, voir Mizuho.

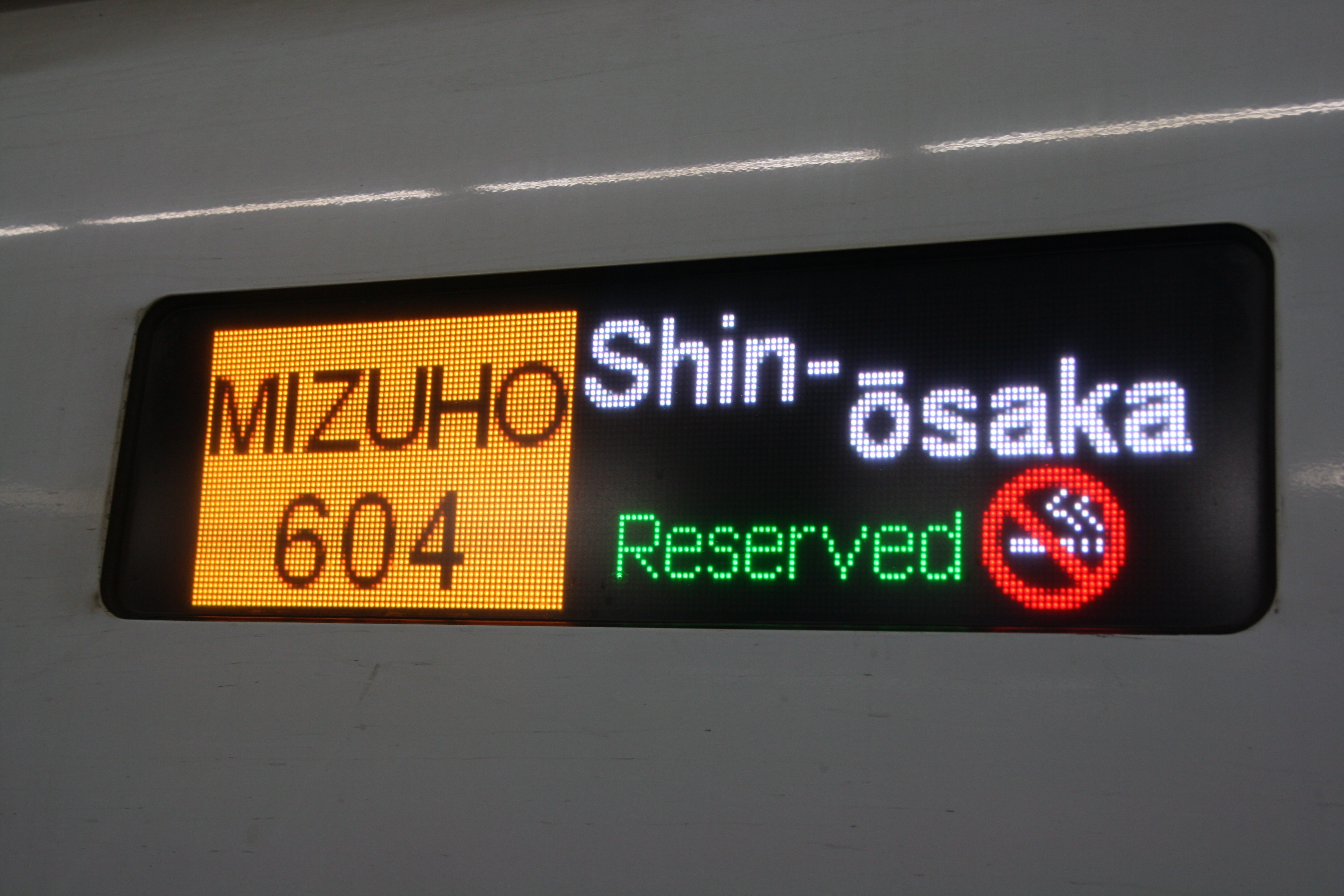
Affichage du service Mizuho.

Le Mizuho (みずほ) est le nom d'un service de train à grande vitesse japonais du réseau Shinkansen développé par la JR West et JR Kyushu sur les lignes Sanyō et Kyūshū. Son nom signifie « plant de riz abondant » en japonais.
Comme pour le service Nozomi, le Japan Rail Pass n'est pas valable sur les trains Mizuho.

## Gares desservies
Mis en place avec l'ouverture du tronçon Hakata – Shin-Yatsushiro de la ligne Shinkansen Kyūshū le 12 mars 2011, c'est le service le plus rapide entre Osaka et Kagoshima.
| Nom des gares  |
| -------------- |
| Shin-Osaka     |
| Shin-Kōbe      |
| Okayama        |
| Hiroshima      |
| Kokura         |
| Hakata         |
| Kumamoto       |
| Kagoshima-Chūō |

## Matériel roulant
Les services Mizuho sont effectués par les Shinkansen N700-7000 de la JR West et les Shinkansen N700-8000 de la JR Kyushu à la vitesse maximale de 300 km/h.